# 閼伽
閼伽（あか）は、仏教において仏前などに供養される水のことで六種供養のひとつ。サンスクリット語のargha(アルガ)の音写で、功徳水（くどくすい）と訳される。閼伽井から汲まれた水に香を入れることがあり、閼伽香水と呼ばれることもある。
インドでは古く、来客に対し足をそそぐための水と食事の後口をすすぐための水が用意されたといい、それが仏教に取り入れられ、仏前や僧侶に供養されるようになったものである。
閼伽を汲むための井戸を「閼伽井」、その上屋を「閼伽井屋」、「閼伽井堂」と称される。また、閼伽を入れる瓶（びん）を水瓶（すいびょう＝軍持）と称し、閼伽を入れる器を「閼伽器」、閼伽を供える棚を「閼伽棚」と称される。
閼伽棚には水の他、花や蕨、紅葉、木の実などを供えることもあった。